# Addington (Kent)
Pour les articles homonymes, voir Addington.
Addington est une localité située dans le Kent, au Royaume-Uni.